# Артеми
Артемис или Артемида (на гръцки: Αρτέμιδα) е град в Гърция. Населението му е 21 488 жители (по данни от 2011 г.). Част е от Атинския метрополен район. Намира се в часова зона UTC+2. Пощенският му код е 190 16, телефонния 22940, а МПС кодовете му са Z и I.